# 120942 Rendafuzhong
120942 Rendafuzhong è un asteroide areosecante della fascia principale. Scoperto nel 1998, presenta un'orbita caratterizzata da un semiasse maggiore pari a 2,1316613 UA e da un'eccentricità di 0,2345927, inclinata di 2,38857° rispetto all'eclittica.